# Augustin Chantrel
Augustin Jean Baptiste Marie Joseph Chantrel (ur. 11 listopada 1906 w Mers-les-Bains, zm. 4 września 1956) – francuski piłkarz grający na pozycji pomocnika.

## Kariera klubowa
W młodości Chantrel występował w szkolnej drużynie Paris Université Club. W roku 1925 zainteresowanie błyskotliwym pomocnikiem wyraziła zainteresowanie ekipa Red Star 93 i wkrótce zmienił on otoczenie. W roku 1928 wraz z kolegami wywalczył Puchar Francji. Rok później zmienił otoczenie, by przenieść się do CASG Paryż. Po kolejnych czterech sezonach podpisał kontrakt z Amiens SC, by wreszcie w roku 1934 powrócić do Red Star 93, gdzie występował aż do końca kariery w roku 1939. W ostatnim swoim sezonie w klubie Chantrel pełnił funkcję grającego asystenta trenera, pomagając w prowadzeniu ekipy Argentyńczykowi Guillermowi Stábile. W tym roku Red Star 93 sięgnęło po mistrzostwo drugiej ligi.

## Kariera reprezentacyjna
W reprezentacji Francji „Tintin” grał w latach 1928–1933, rozgrywając w tym czasie 15 meczów. Jego debiut miał miejsce 11 marca 1928 roku w meczu ze Szwajcarią. Wkrótce został powołany do kadry na igrzyska olimpijskie 1928, gdzie wystąpił w jedynym spotkaniu Francuzów, zresztą przegranym 3:4 z Włochami. W roku 1930 został powołany do reprezentacji na mistrzostwa świata 1930. Na boiskach Urugwaju pojawił się na boisku we wszystkich trzech meczach.
Do ciekawej sytuacji doszło w meczu z Meksykiem, w którym Francja prowadziła w pierwszej połowie 1:0, gdy kontuzji po zderzeniu z jednym z rywali doznał bramkarz Alex Thépot. Zmiany były wtedy jeszcze niemożliwe, więc od 24. minuty do końca meczu pechowego golkipera zmienił w bramce ... Augustin Chantrel. Francuzi wygrali ten mecz, zaś „Tintin” stał się jedynym graczem w historii mundiali, który pojawił się na boisku jako gracz z pola i bramkarz. Jego pożegnanie z reprezentacją miało miejsce 19 marca 1933 w meczu z Niemcami.